# (3048) Guangzhou
(3048) Guangzhou est un astéroïde de la ceinture principale.

## Description
(3048) Guangzhou est un astéroïde de la ceinture principale. Il fut découvert le 8 octobre 1964 à Nanking par l'observatoire de la Montagne Pourpre. Il fut nommé en honneur de la province chinoise Guangdong. Il présente une orbite caractérisée par un demi-grand axe de 2,40 UA, une excentricité de 0,15 et une inclinaison de 1,9° par rapport à l'écliptique.

## Compléments